# Debreste
Debreste (macedónul: Дебреште) település Észak-Macedóniában, a Pelagonijai körzet Dolneni járásában.

## Népesség
| Lakosok száma | 2402 | 2595 | 2394 | 2405 | 2403 | 2436 | 2319 | 2424 | 2600 |
|               | 1948 | 1953 | 1961 | 1971 | 1981 | 1991 | 1994 | 2002 | 2021 |

2002-ben 2424 lakosa volt, akik közül 2088 török, 169 macedón, 149 albán és 18 egyéb.